# 临湖禅院
临湖禅院又名云溪精舍，位于中国江苏省泰州市海陵区泰山公园内泰山西麓山腰，岳武穆祠西侧，为明代中晚期利用原宫氏春雨草堂园址创建，与山上的岳庙和山脚的放生庵一体，同一主持，1950年被改为泰州专区烈士纪念堂（泰州烈士祠），用于陈列原泰州专区各县市的革命烈士遗像、遗物和传略。2005年泰山公园改扩建时迁走烈士祠，并在修缮岳武穆祠时拆毁了临湖禅院的部分建筑，今存山门殿、大殿等，被作为岳武穆祠的供佛区和僧人生活区，院内有院树龄近300年的银杏树一株。